# Лозуватська сільська рада (Маловисківський район)
| Лозуватська сільська рада — колишній орган місцевого самоврядування у Маловисківському районі Кіровоградської області з адміністративним центром у с. Лозуватка. Сільській раді підпорядковані населені пункти: - с. Лозуватка - с. Димине |

## Склад ради
Рада складалася з 12 депутатів та голови.

### Керівний склад ради
| ПІБ                        | Основні відомості                                                                  | Дата обрання | Дата звільнення |
| -------------------------- | ---------------------------------------------------------------------------------- | ------------ | --------------- |
| Гнойовий Микола Григорович | Сільський голова, 1952 року народження, освіта, член Соціалістичної партії України | 26.03.2006   | 31.10.2010      |
| Головач Олександр Іванович | Сільський голова, 1967 року народження, освіта середня спеціальна, безпартійний    | 31.10.2010   |                 |

Примітка: таблиця складена за даними джерела

## Населення
Згідно з переписом УРСР 1989 року чисельність наявного населення села становила 1280 осіб, з яких 547 чоловіків та 733 жінки.
За переписом населення України 2001 року в селі мешкало 1120 осіб.

### Мова
Розподіл населення за рідною мовою за даними перепису 2001 року:
| Мова       | Відсоток |
| ---------- | -------- |
| українська | 96,52 %  |
| російська  | 1,78 %   |
| молдовська | 1,34 %   |
| білоруська | 0,27 %   |